# Myrmidonistis hoplora
Myrmidonistis hoplora is een vlinder van de familie van de grasmotten (Crambidae), uit de onderfamilie van de Spilomelinae. De wetenschappelijke naam van deze soort is voor het eerst voorgesteld door Edward Meyrick in een publicatie uit 1887.
De soort komt voor in Australië (Queensland).